# Stroe (Noord-Holland)

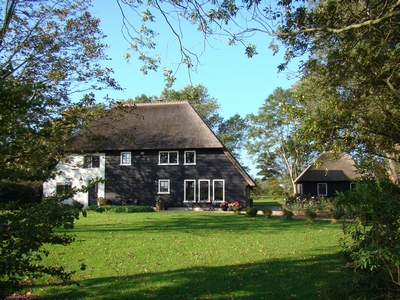
Wieringer boerderij

Stroe is een dorp op het voormalig eiland Wieringen, in de gemeente Hollands Kroon in de provincie Noord-Holland.
Stroe ligt ten noordoosten van Hippolytushoef. Van Stroe wordt algemeen aangenomen dat het een van de oudste dorpen van Wieringen is. In de 10e eeuw komt de plaats als Strude al voor in de Codex Eberhardi van de abdij van Fulda. Vermeld wordt dat er 72 boerderijen waren, wat voor die tijd een zeer groot aantal is. Uit de "Rekeningen der Grafelijkheid Holland onder het Henegouwsche Huis" uit 1343 valt op te maken dat het toen om een vrij groot dorp ging. Stroe had tot de 20e eeuw geen dijk, tegenwoordig ligt de buurtschap Noord-Stroe op en aan de dijk. Noord-Stroe wordt formeel ook gerekend tot Stroe.

## Geschiedenis
Stroe had vroeger een eigen kerk. Deze kerk werd de Heidensche Kapel genoemd en was gewijd aan Willibrordus. Pieter van Cuyck beweert in een van zijn brieven uit 1789 dat de kapel was gewijd aan de heilige Antonius. De gevelsteen met een varken erop die zich boven de deur bevond zou hier ook op wijzen. Andere schrijvers beweren dat het varken ervoor moest zorgen dat de kerk geen joodse bezoekers kreeg. Aan het eind van de 19e eeuw is deze kerk gesloopt wegens ernstige bouwvalligheid. Het kerkhof van de kerk bestaat echter nog wel en wordt ook nog gebruikt. In 2016 werd de kapel herbouwd; op 7 november 2016 vond de opening plaats.
In het verleden was de kerk een paar keer herbouwd. Er stond waarschijnlijk al een kerk in de 9e eeuw, wat vrij vroeg is voor de regio waarin Stroe ligt. Op de oude plek van kerk en in de weiden eromheen is veel gegraven door schatgravers die zochten naar een gouden klepel. Volgens de overlevering was er in de Middeleeuwen namelijk een regionaal centrum van de witte monniken. Dit zou impliceren dat er ook een klooster in Stroe moet zijn geweest. Bij de Beeldenstorm in de 16e eeuw zouden de monniken de gouden klepel uit de torenklok hebben gehaald en ergens begraven hebben, voordat zij daar wegtrokken. Een gouden klepel is nooit gevonden, net als er nooit ook maar enig bewijs voor een klooster is gevonden.
Vlak naast het kerkhof stond vroeger nog een doopsgezinde schuilkerk, gevestigd in een boerderij. Stroe kent van oudsher een grote doopsgezinde gemeenschap. De kerk werd echter in 1934 verwoest door brand en is niet meer herbouwd.
Stroe zakte qua aantal inwoners langzaam in na de Beeldenstorm. In 1840 woonden er (tezamen gerekend met Noord-Stroe) ongeveer 175 inwoners. In 1998 was dat gedaald naar 149 inwoners, maar door wat nieuwbouw van huizen groeide daarna langzaam het aantal inwoners weer. In 2005 was het aantal gestegen naar nog net geen 200 inwoners.

## Bezienswaardigheden
Aan het westelijke kant van het dorp ligt het boerderijmuseum Jan Lont. Het is gevestigd in een authentieke Wieringer boerderij en vertelt over het dagelijks leven op Wieringen voor de aanleg van de Afsluitdijk in de jaren 1920. Deze boerderij is de oudste boerderij van heel Wieringen.
In en rond Stroe staan authentieke Wieringer boerderijen, met vaak nog hun oorspronkelijke agrarische bestemming. De laatste jaren worden meer en meer van deze boerderijen omgebouwd tot luxe woonhuis. Op de grens met Noord-Stroe ligt een grote camping.